# 밀엔즈 공원

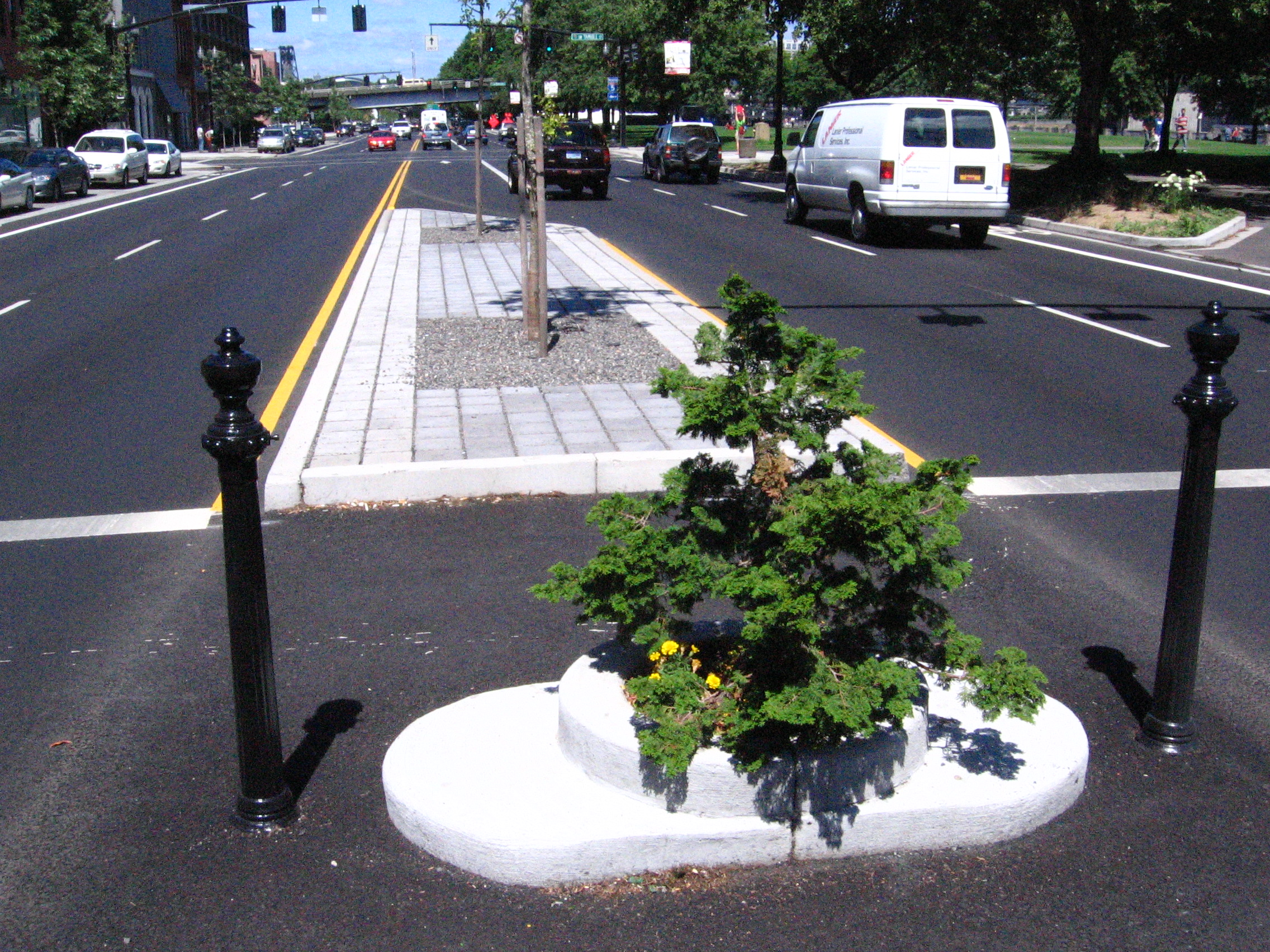
밀엔즈 공원 (2007년 촬영)

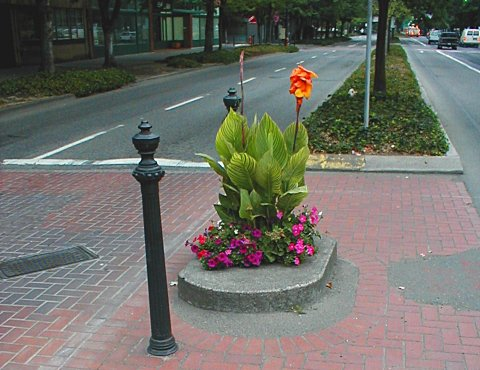
밀엔즈 공원 (리모델링 이전인 2004년 촬영)

밀엔즈 공원(Mill Ends Park)는 미국 오리건주 포틀랜드에 있는 공원이다. 공원은 직경 약 61 센티미터(2피트)의 원형으로, 기네스 북에서 지정한 "세계 제일 작은 공원"으로 인정되고 있다.